# Bière d'Alsace
La bière d'Alsace, « Elsassbier », désigne la bière brassée en Alsace selon une tradition séculaire. Première région brassicole de France, la bière fait partie du patrimoine alsacien.
Les quatre brasseries majeures d'Alsace, Kronenbourg, l'Espérance, Licorne, Meteor, toutes situées dans le Bas-Rhin, assurent la production de 60 % du volume national de bière (soit près de 11 millions d'hectolitres) et
1 400 salariés pour un chiffre d'affaires de 1,4 milliard d'euros.
Outre cette production industrielle, il existe encore, ou plutôt à nouveau, une production de bière artisanale au sein de microbrasseries et de brasseries artisanales éparpillées sur tout le territoire. Si la production familiale est presque désormais tombée en désuétude (au profit des bouilleurs de cru), le secteur gastronomique des Bierstub (taverne ou cave à bière) est en plein essor, concurrençant les Winstub (taverne ou cave à vin), car la bière accompagne très bien la gastronomie alsacienne. Parmi les brasseries-restaurants on ne peut manquer de citer le Gambrinus de Mulhouse qui il y a quelques années se targait du titre de « Palais des 1001 bières » ; on pouvait y voir notamment accrochées ici et là, les chopes ou bocks personnels des consommateurs habituels.
Héritière par ailleurs de la tradition germanique du fait de son histoire partagée, l'Alsace a aussi une tradition de Stammtisch (tablée conviviale champêtre) et de Biergarten (terrasse en plein-air), où se réunissaient il n'y a pas si longtemps encore, des confréries diverses.
L'Alsace est également la première région française productrice de houblon avec 415 hectares (tous situés dans le Bas-Rhin). Le Strisselspalt est la variété de houblon traditionnelle produite en Alsace.

## Historique
Les premières traces écrites d'une activité brassicole à Strasbourg remontent à 961. Une charte de donation de l’évêque Udo nous apprend que le Grand Chapitre de la cathédrale reçoit une donation de deux manses de terre dont chacun était redevable d'un situle (25 litres) de bière pour les fêtes de la Nativité. C'est aussi à cette époque qu'est mentionnée, pour la première fois, la bière de Noël. 
La plupart des brasseries d'Alsace sont alors gérées par des religieux. En effet les moines disposaient du monopole, accordé par Charlemagne, de la fabrication de la bière. La fermeture de la brasserie du Grand Chapitre de la cathédrale de Strasbourg, qui alimentait les chanoines et leurs serviteurs, entraine la création de la première brasserie privée de la ville. L'établissement du brasseur-malteur « Arnoldus le cervoisier », situé impasse de la bière près de la rue des Frères, est mentionné le 8 janvier 1259 dans l'« Urkundenbuch der Stadt Strasburg ». Apparait alors la corporation des cervoisiers.
Les brasseurs sont mentionnés dans l'ordre de présence des tribus (corporations) strasbourgeoises pour la première fois en 1471. Ils sont alors rattachés à la « onzième tribu des tonneliers ». Le brassage étant interdit de la Saint-Georges (23 avril) à la Saint-Michel (29 septembre), les brasseurs exerçaient également le métier de tonnelier.
Au XVIe siècle, six brasseries strasbourgeoises produisent 1 300 hectolitres de bière. Au XVIIIe siècle, l'Alsace compte environ 300 brasseries.
En 1775, le pasteur Charles Ehrenpfort introduit la culture du houblon en plein champ. En 1805, son fils Carl-Friedrrich et François Derendinger, un brasseur de Haguenau, ramènent 800 pousses de houblon de Saaz et développe les houblonnières qui bientôt produiront le fameux Strisselspalt.
À partir de 1783, les brasseurs sont autorisés à brasser toute l'année.
Ce n'est qu'après la Révolution, qui établit la liberté de brasser, que la brasserie devient le fruit de l'activité de grandes familles protestantes (une cinquantaine alors). Dès lors, la recherche de bénéfices allait promouvoir le secteur. 
L'Espérance est la première brasserie alsacienne à s'équiper d'une machine à vapeur en 1842.
En 1847, Louis Schutzenberger introduit en Alsace la technique de fermentation basse originaire de Munich. Celle-ci permet de brasser une bière standard et de qualité constante toute l'année. Cette technique nécessite cependant de lourds investissements, les brasseries quittent les centres-villes pour s'implanter en périphérie où elles font creuser des caves et s'équipent de machines à vapeur.
En 1866, l'Alsace compte 287 brasseries dont 60 rien que pour Strasbourg (71 en 1851). 224 brasseries sont situées dans le Bas-Rhin et seulement 63 dans le Haut-Rhin.
Dès 1860, un train de bière relie Strasbourg à Paris une fois par semaine, il devient quotidien (hormis le dimanche) en 1865. Ainsi 79 000 hectolitres de bière d'Alsace sont expédiés en 1860 et 300 000 à la veille de la Guerre franco-allemande de 1870. Les expéditions reprennent rapidement à la fin du conflit mais, en 1882, la France double les droits d'entrée pour les bières étrangères (l'Alsace-Lorraine est alors allemande) et l'exportation s'effondre. C'est le marché régional qui va alors prendre le relais. La consommation de bière en Alsace-Lorraine était de 700 000 hectolitres en 1885 et de 1,8 million d'hectolitres en 1907.
En 1876, l'Alsace compte 4 500 hectares de houblonnières, ce chiffre chute à 2 193 hectares en 1918 mais remonte à 3 000 hectares en 1928 pour finalement chuter à 1 350 hectares en 1939 et 500 hectares au cours de la Seconde Guerre mondiale. En 2014 environ 400 hectares, essentiellement localisés aux environs de Haguenau, sont consacrés à la culture du houblon. Les principales variétés de houblon alsacien sont le célèbre Strisselspalt (qui représente la moitié de la production), Aramis, Bouclier et Triskel. Les producteurs de houblon d'Alsace, au nombre de 47 en 2016, espèrent atteindre 600 hectares de houblonnières à l'horizon 2020.
À la Belle Époque, l'Alsace comptait environ 250 brasseries.
En 1918, le retour à la France permet aux brasseurs alsaciens de s'affranchir de la législation allemande particulièrement restrictive quant aux ingrédients utilisés (Reinheitsgebot) et d'utiliser divers succédanés du malt, édulcorants, colorants, conservateurs et arômes, présents à des degrés divers dans la majorité des bières alsaciennes lancées aux XXe siècle et XXIe siècle.
En 1964, les brasseries alsaciennes ont produit 4,2 millions d'hectolitres. La production a doublé par rapport à 1935 alors que le nombre de brasseries est passé de 23 à 17. En 1964, les bières d'Alsace représentent 37 % de la production française et 80 % de l'exportation. 
Albert Gass, maître brasseur de Schutzenberger, réintroduit la tradition de la bière de Noël en 1985. Toutes les brasseries alsaciennes proposent désormais une bière de Noël pour les fêtes de fin d'année.
Si plusieurs grandes brasseries ont fermé au cours de la seconde moitié du XXe siècle (Gruber, Prieur, Freysz, Perle, la brasserie de Colmar, Mutzig...) et au début des années 2000 (Adelshoffen, Fischer), la fin des années 1990 marque le retour d'une production de bière artisanale au sein de microbrasseries. En 2014, la région compte 25 brasseries artisanales.
Le syndicat des brasseurs d'Alsace (SBA) regroupe Kronenbourg SAS, Heineken, Licorne, Meteor, la brasserie de Saint-Pierre, la brasserie d'Uberach, le restaurant Au Brasseur, la brasserie des Éclusiers (à Henridorff en Moselle), la brasserie Holtzmann, la brasserie du Vignoble et la brasserie associative l’Abreuvoir. En 2016, son président est Eric Trossat.
L'étoile à six branches, composée de deux triangles superposés, est le symbole des brasseurs. Elle symbolise la terre, l'eau, le feu et l'air ainsi que la germination, le touraillage et le brassage.
Chaque été une importante fête de la bière est organisée à Schiltigheim, la cité des brasseurs. Depuis 2014, le syndicat des brasseurs d'Alsace organise également un événement culturel autour de la bière, « Au gré des bières », sur la place du Château à Strasbourg. Pour l'édition 2015, un « brassin du millénaire » est produit par la Brasserie associative de l’Abreuvoir dans le cadre des festivités organisées pour célébrer le millénaire des fondations de la cathédrale de Strasbourg. La confrérie des bières d'Alsace est fondée le 29 avril 2016.
Les bières d'Alsace « traditionnelles » sont des blondes à fermentation basse, cependant l'offre s'est considérablement développée ces dernières années avec des bières ambrées comme la Doreleï et l’Adelscott, des bières aromatisées telles que la Desperados mais aussi des blanches comme la Meteor Blanche et la 1664 Blanc et même des brunes avec la Licorne Black.

## Brasseries et bières

### Les groupes internationaux
- Heineken :
  - Brasserie de l'Espérance : fondée en 1746 à Strasbourg. En 1969, elle rejoint le groupe l’Alsacienne de Brasserie (Albra) aux côtés des brasseries de Mutzig, de Colmar, de la Perle et Haag à Ingwiller. En 1972, Heineken acquiert l'Albra et la brasserie. Elle brasse, entre autres, les bières Heineken, Fischer, Desperados, Edelweiss[22] ainsi que sa marque historique Ancre. Le 15 novembre 2022, Heineken annonce la fermeture de la brasserie dans les trois ans[23].
  - Brasserie Fischer : fondée en 1821 à Strasbourg, elle adopte le nom de brasserie du Pêcheur en 1918 et rachète, en 1922, la brasserie Adelshoffen. En 1996, le groupe Fischer-Adelshoffen est acquis par Heineken ; la brasserie ferme définitivement en 2009. Elle brassait les bières Fischer Tradition, Doreleï, des bières de saison et d’autres bières de spécialités comme la Desperados dont elle est l'inventeur. La production est désormais issue de la brasserie de l'Espérance.
  - Adelshoffen :  fondée en 1864 à Schiltigheim, elle est rachetée par la brasserie Fischer en 1922 puis est intégrée au groupe Heineken en 1996. Elle brassait l'Adelscott, bière au malt à whisky. Elle est fermée en 2000, la production est alors transférée à la brasserie Fischer puis à la brasserie de l'Espérance.
  - Brasserie Mutzig : fondée en 1810 à Mutzig, elle rejoint l'Albra en 1969, puis Heineken en 1972. Elle est fermée en 1989. Aujourd'hui la bière Mützig (avec un "ü" au lieu d'un "u") est produite sous licence dans plusieurs pays d'Afrique.

Ainsi Heineken a racheté quatre grandes brasseries alsaciennes, dont trois à Schiltigheim, pour les fermer.

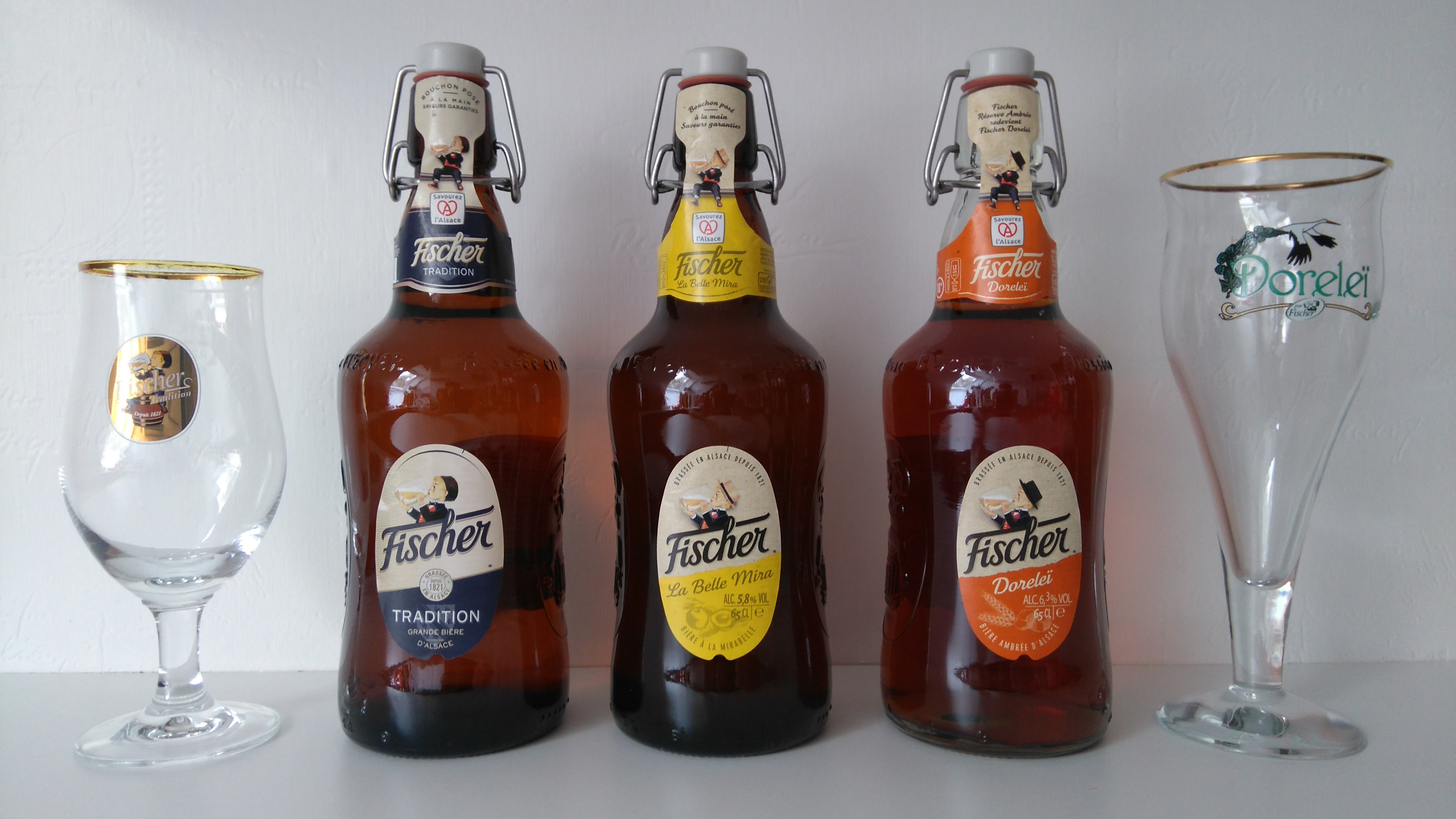
Bouteilles et verres de Fischer Tradition, Doreleï et La Belle Mira.
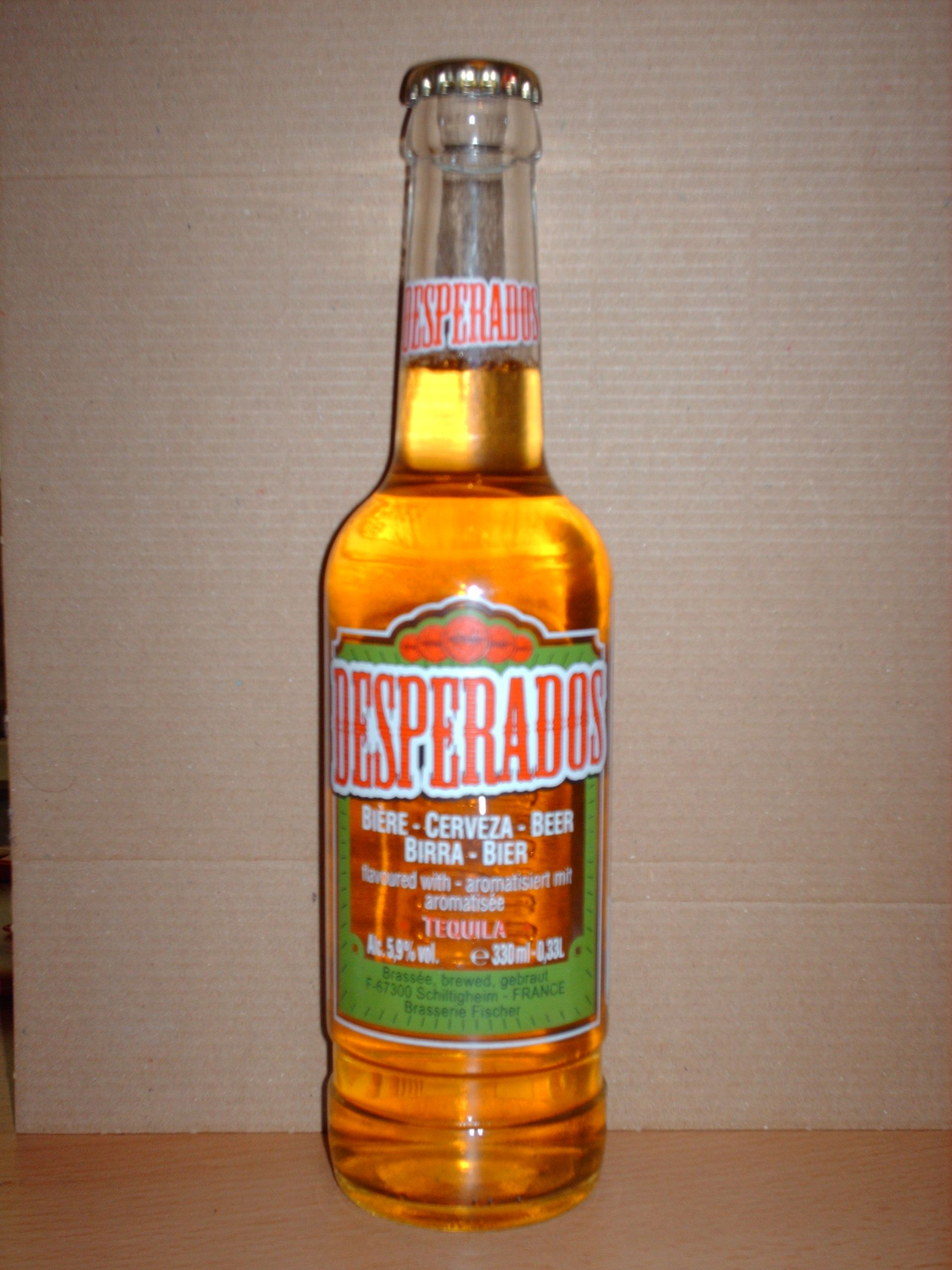
Bouteille de Desperados.
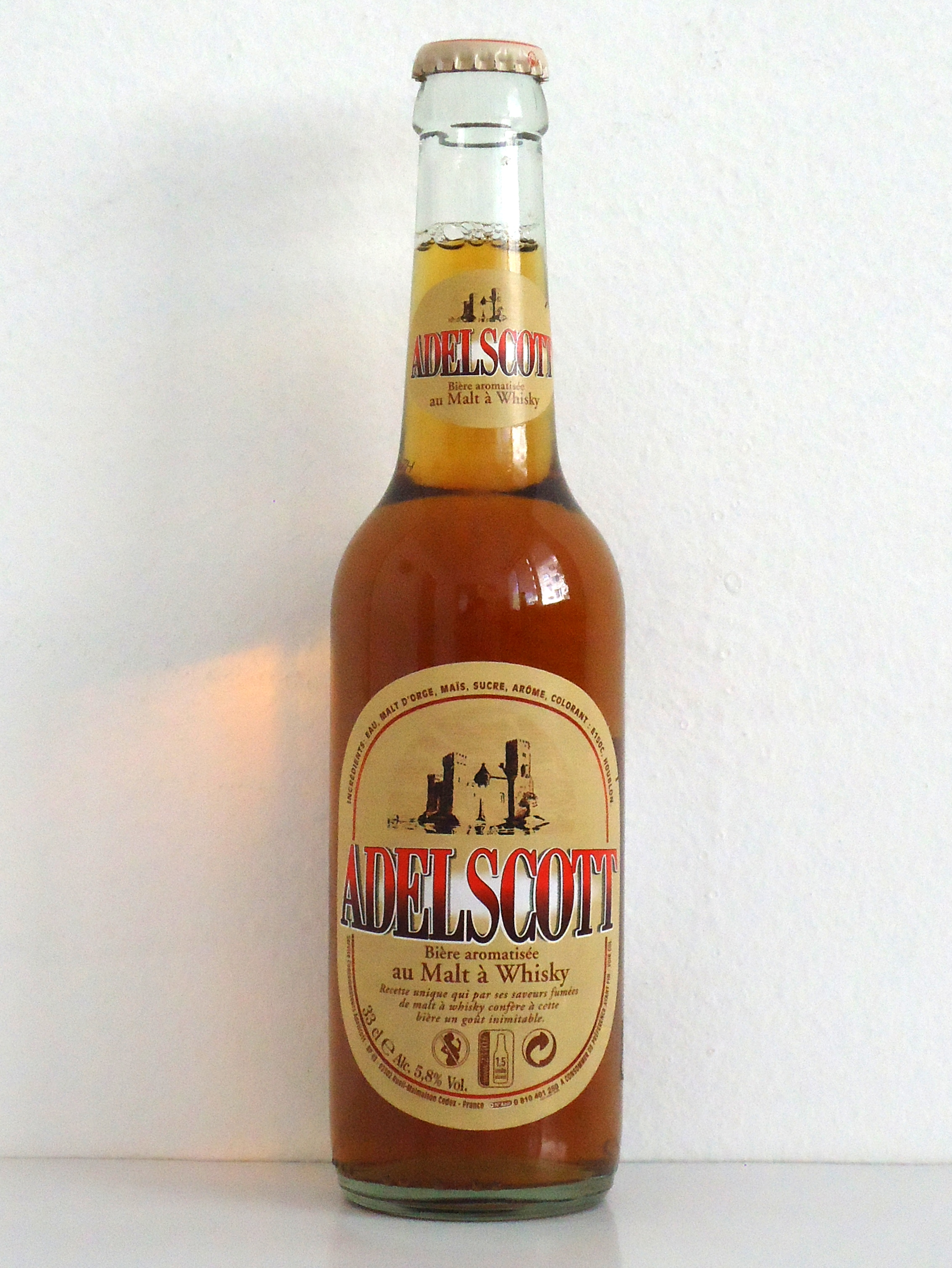
Bouteille Adelscott.
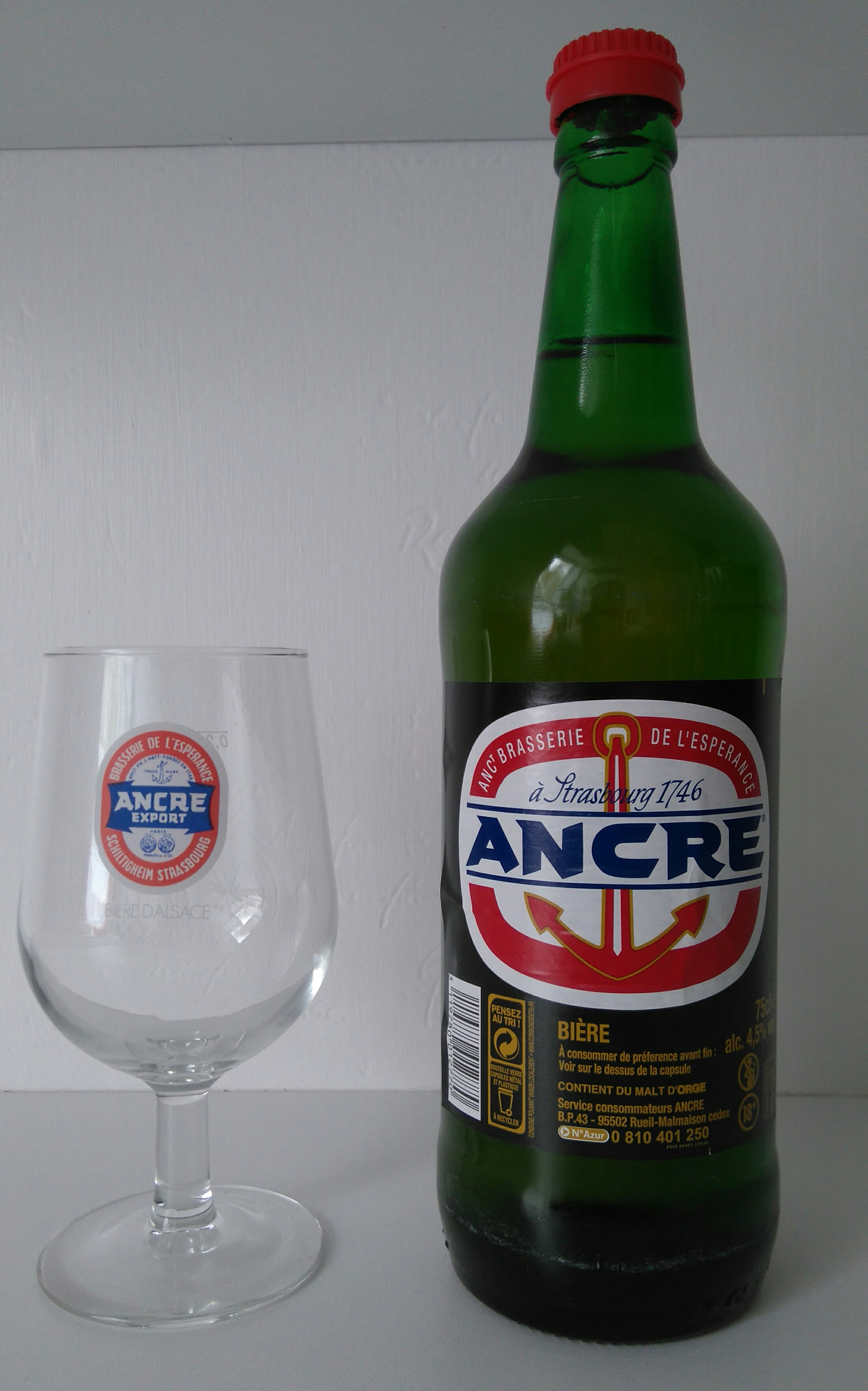
Bouteille et verre Ancre.

- Carlsberg :
  - Brasseries Kronenbourg : la brasserie Hatt est fondée en 1664 à Strasbourg, elle s'installe dans le quartier de Cronenbourg au milieu du XIXe siècle. En 1986, Kronenbourg s’unit à la Société européenne de brasserie. En 2000, Kronenbourg intègre le groupe Scottish & Newcastle, puis le groupe danois Carlsberg en 2008. La brasserie d'Obernai, dite K2, est le plus grand site brassicole de France. Premier brasseur français, Kronenbourg brasse toutes sortes de bières : blondes, blanches, ambrées, aromatisées etc. Ses marques phares sont Kronenbourg et 1664.

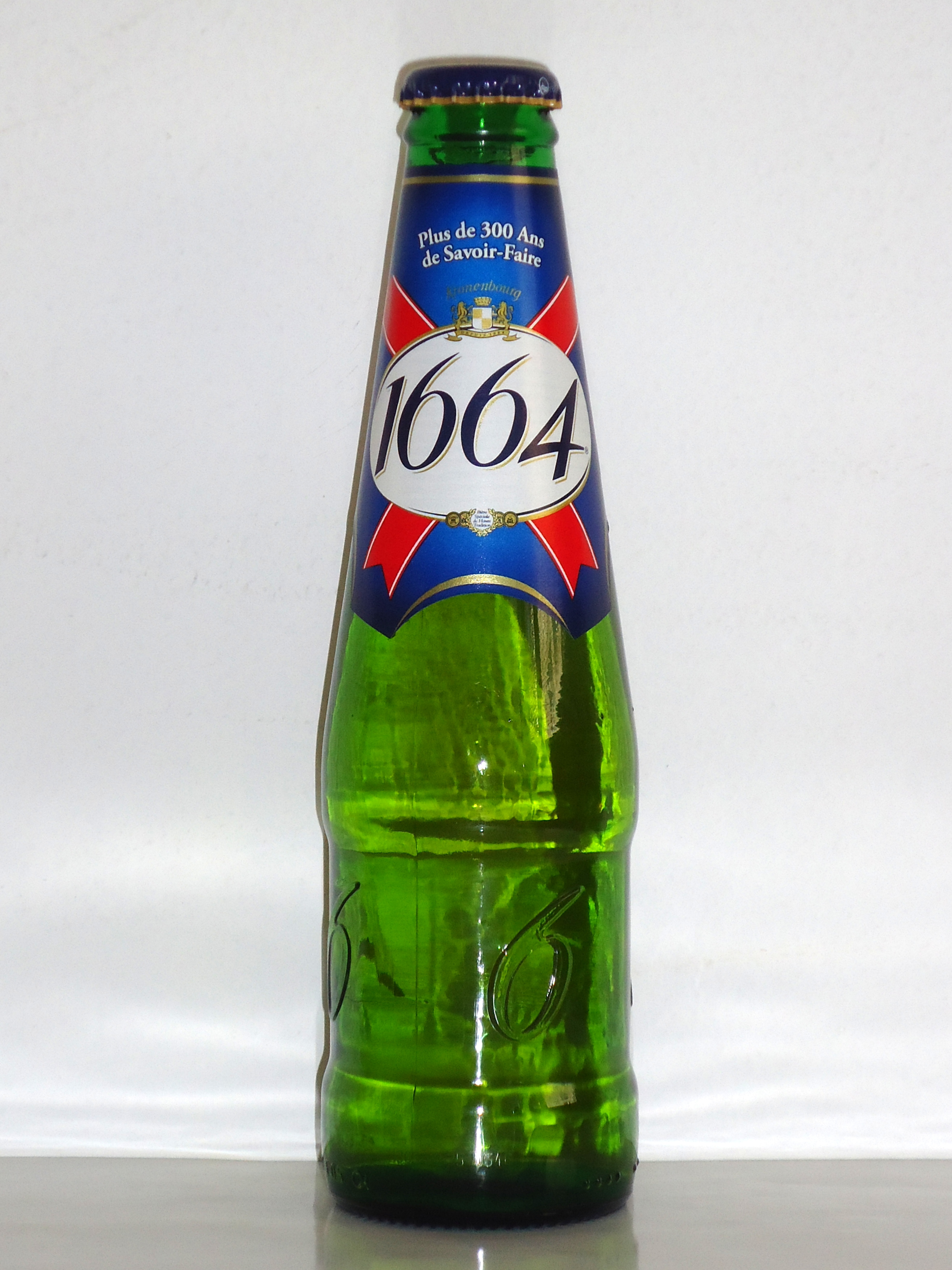
Bouteille de 1664.

- Karlsberg (Karlsbraü) :
  - Brasserie Licorne : fondée au XVIIIe siècle à Saverne, elle appartient au groupe allemand Karlsberg (Karlsbräu) depuis 1989. Elle brasse des bières blondes, brunes, blanches ou ambrées dont sa marque Licorne. La Licorne Elsass est élaborée à partir d'orge et de houblon récoltés en Alsace.

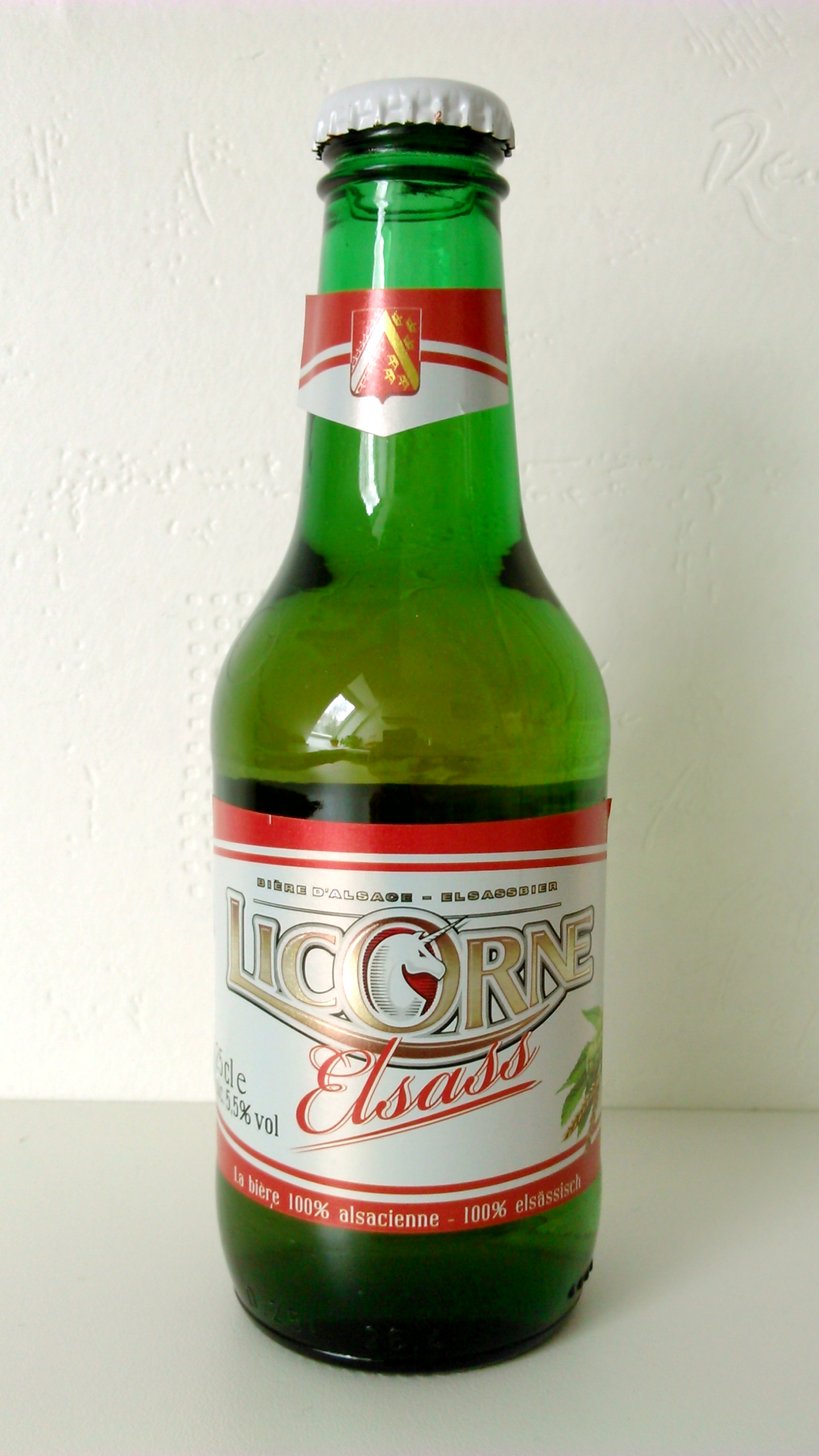
Bouteille de Licorne Elsass.
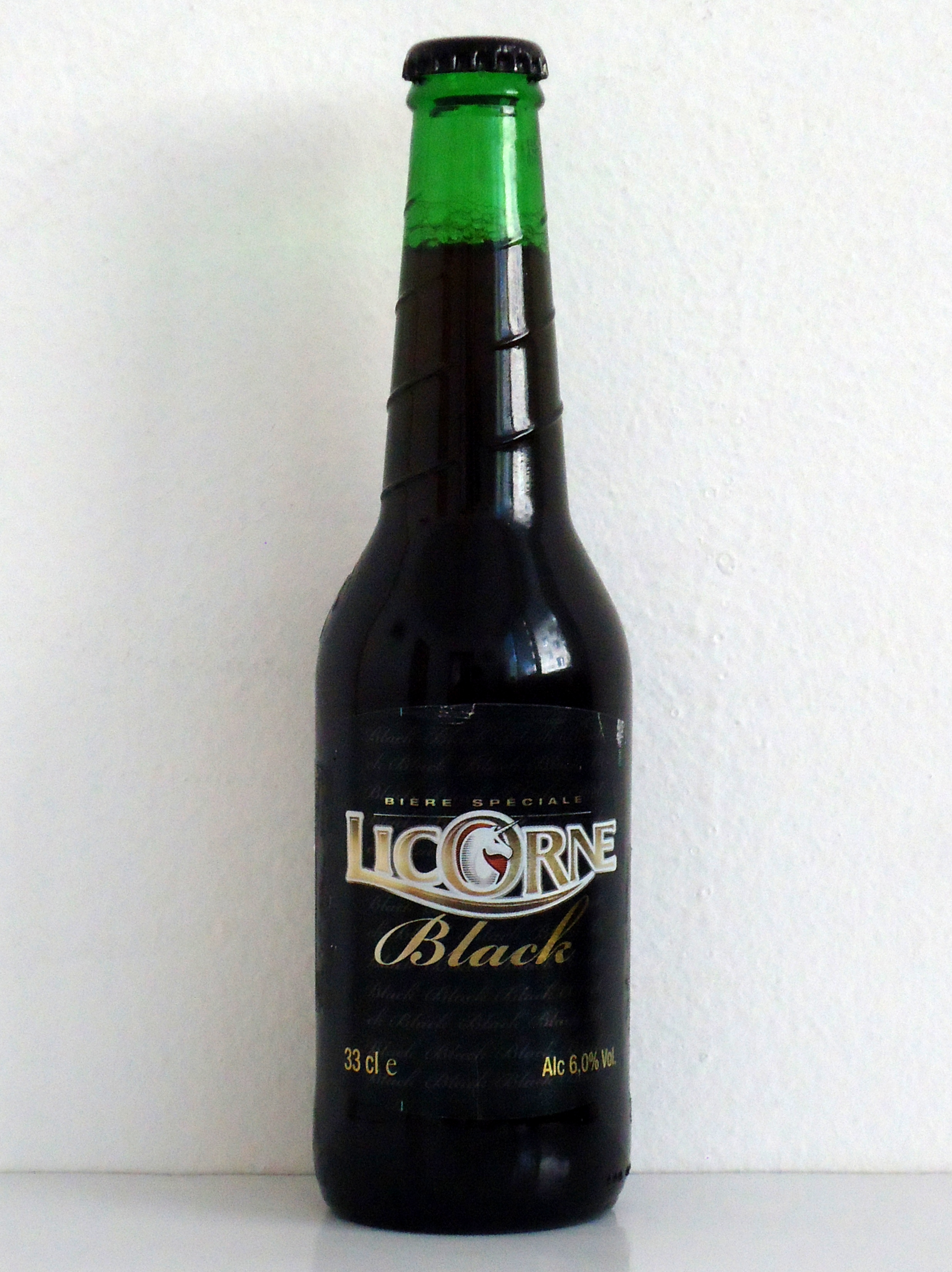
Bouteille de Licorne Black.

### Les brasseries indépendantes
- Meteor : fondée en 1640 à Hochfelden, c'est aujourd'hui la première brasserie indépendante de France. Elle revendique le titre de plus ancien site brassicole de France. Elle brasse les bières Meteor Pils, Meteor Lager, Meteor Blanche, des bières de saison et la Wendelinus, bière d’abbaye.

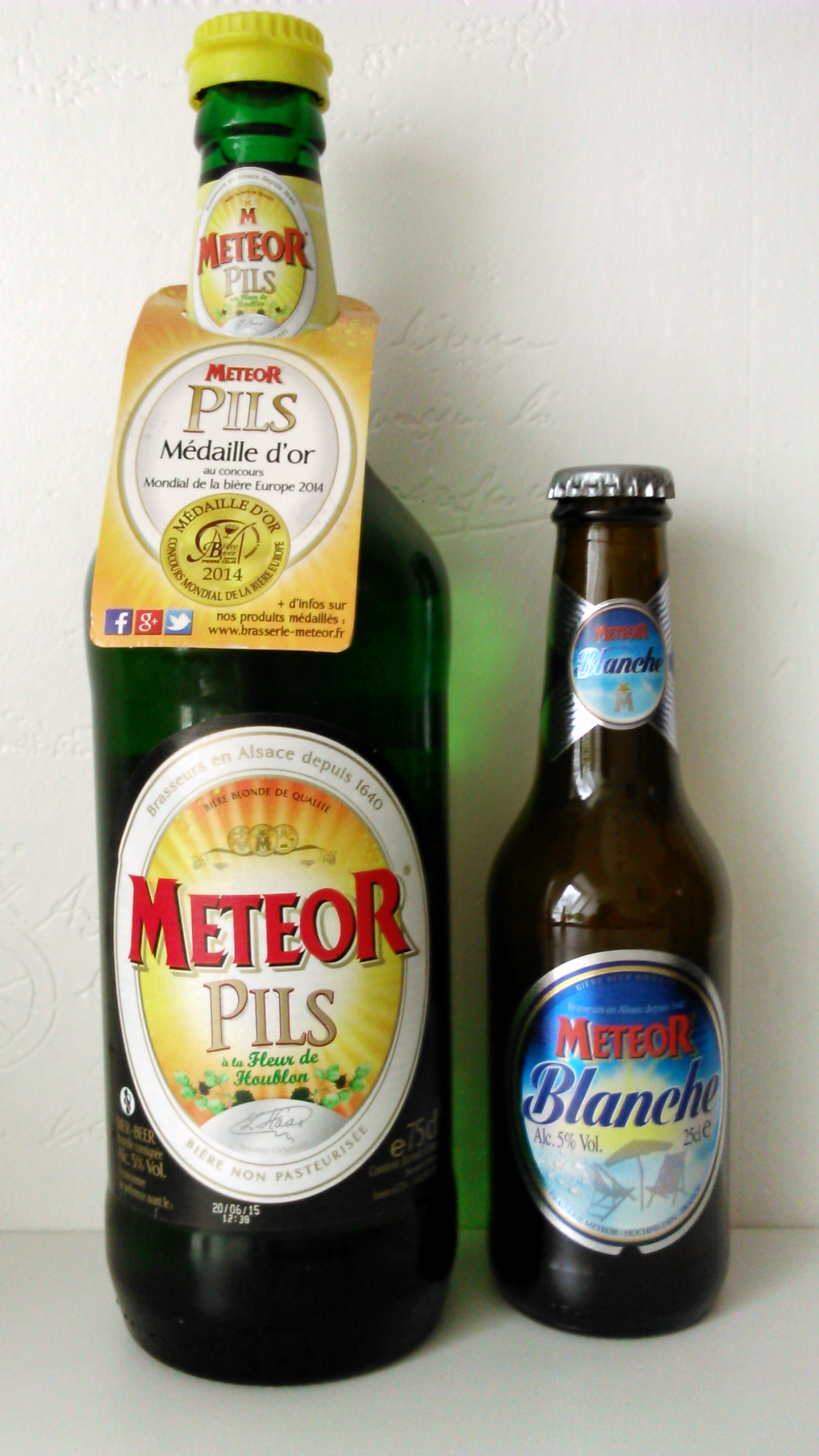
Bouteilles de Meteor Pils et Meteor Blanche.

- Schutzenberger : fondée en 1740 dans le quartier de la Krutenau à Strasbourg, elle devient brasserie royale sous Louis XV et Louis XVI. La Révolution la renomme Grande brasserie de la Patrie. Elle ferme en 2006 puis reprend son activité en avril 2013. Classée monument historique, la brasserie de la Patrie Schutzenberger est l'une des plus anciennes brasseries françaises. Elle fait alors brasser à façon la Jubilator, la Patriator, la Bière sur lie et des bières de saison. L'avenir de la brasserie et de la marque est incertain à la suite du décès de Marie-Lorraine Muller, héritière de la société, en octobre 2016.

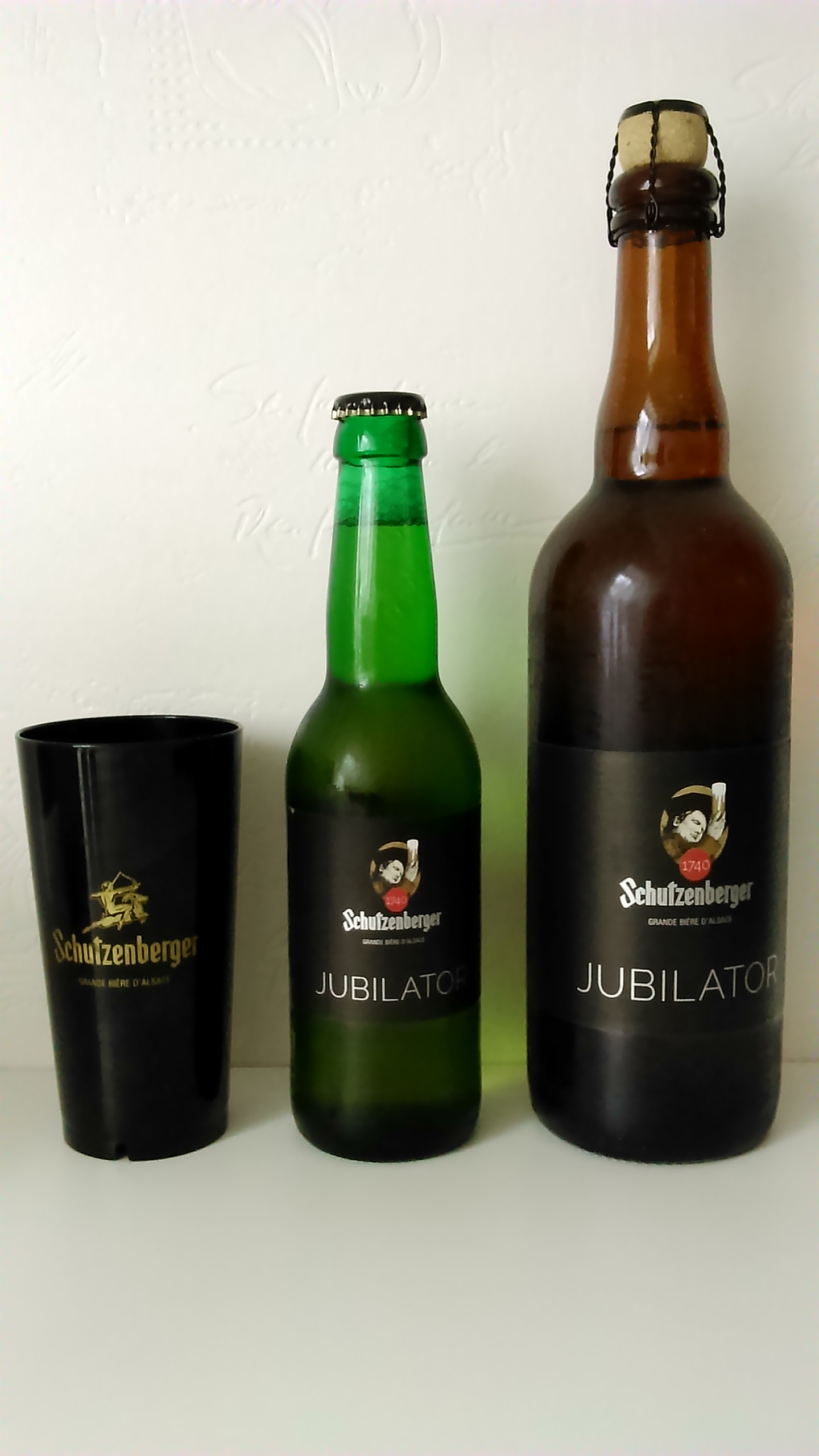
Bouteilles de Jubilator.
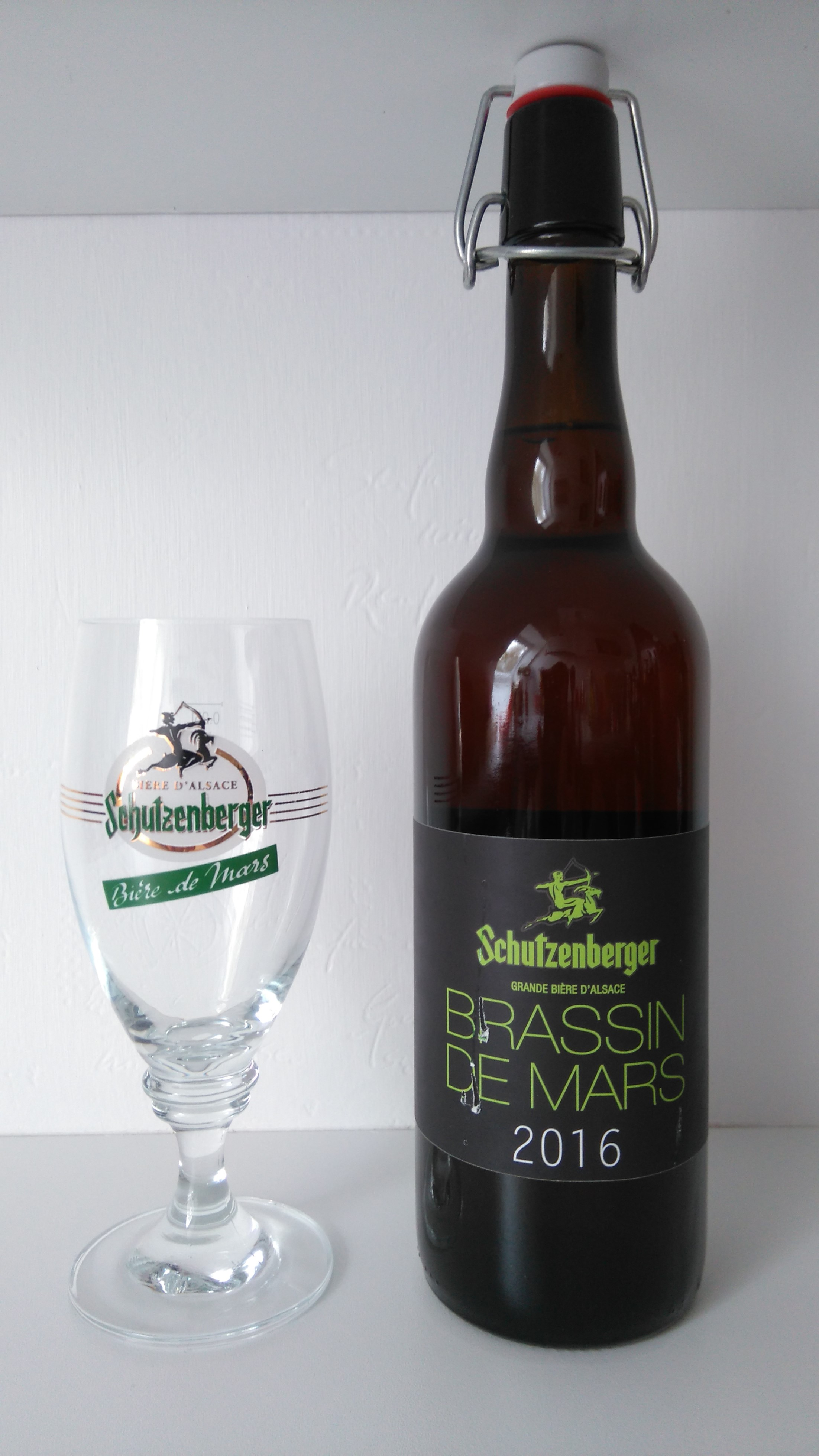
Bouteille et verre  Schutzenberger Brassin de Mars 2016.
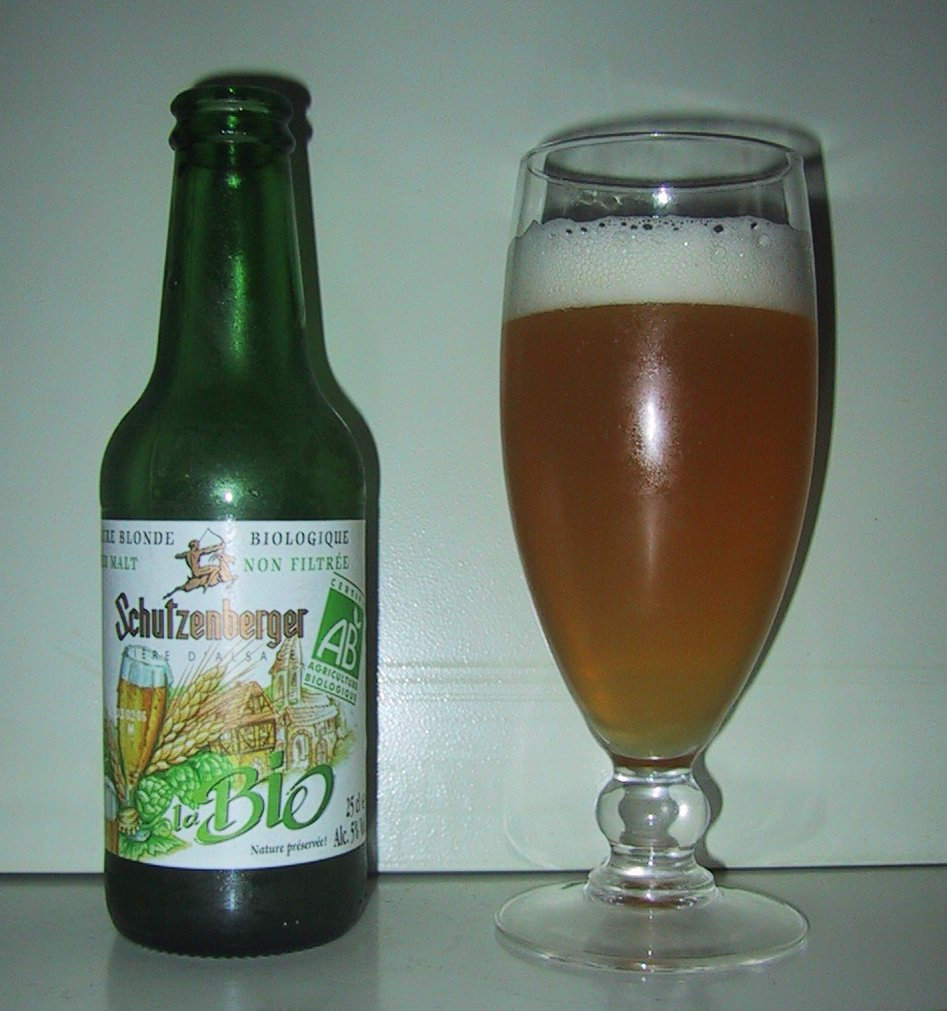
Bouteille et verre de Schutzenberger Bio.

### Les microbrasseries et les brasseries artisanales
On distingue une microbrasserie d'une brasserie artisanale selon son volume de production annuel. Une brasserie artisanale produit entre 1 000 et 10 000 hectolitres de bière par an tandis qu'une microbrasserie en produit moins de 1 000 hectolitres par an.
- Brasserie de Saint-Louis : la première brasserie est créée en 1816 et fermée en 1960. Après 50 ans de pause, la brasserie de Saint-Louis renait sous la forme d'une brasserie artisanale dans une ancienne métallerie. Dix sortes de bières y sont brassées dans la pure tradition de la bière alsacienne en basse fermentation.
- Brasserie Uberach : fondée en 1999 à Uberach, elle brasse des bières blondes, blanches, ambrées, brunes, noires, aromatisées, des bières de saison et des bières sous le label Agriculture biologique[24]. La brasserie a été créée par Eric Trois. À ses débuts, elle était installée dans une ancienne manufacture de chaussures[25]. Elle a déménagé en 2013 pour augmenter sa production.
- La Saint-Pierre : fondée en 2001 par Claude et Marilyn Varga à Saint-Pierre. Cette brasserie artisanale possède également un restaurant de spécialités régionales attenant à l'espace de production. Forte de sa trentaine de références, la Saint-Pierre brasse des bières non filtrées, non pasteurisées, avec des houblons d'Alsace. Elle propose notamment des bières aux fruits : cerise, mirabelle, pêche, myrtille[26]. La brasserie a également réalisé une campagne de financement participatif lui permettant de brasser la bière Biobernai pour le festival biologique de la ville d'Obernai[27]. Les bières sont conditionnées dans des verres recyclables et les étiquettes sont imprimées avec une encre écologique[25].
- La Passerelle : à Ensisheim, microbrasserie créée en 2013 par le grossiste des Brasseries de l'Ill[28].
- L'Ermitage : hôtel et restaurant disposant d'une microbrasserie à Marienthal[29].
- Perle - Bières artisanales Artzner : en 2009 Christian Artzner, Maître brasseur, arrière-arrière-petit-fils du fondateur de la brasserie de la Perle de Schiltigheim ayant cessé son activité industrielle en 1971, fait renaître la tradition familiale en brassant sa bière Perle en Allemagne. Début 2015, Christian Artzner installe une nouvelle brasserie à Strasbourg.
- Brasserie l'Abreuvoir : à Breitenbach[30].
- La Lanterne : fondée en 1998 à Strasbourg et brassant la Blonde amère, la Cuivrée de Francis et la Bière ambrée.
- Brasserie Michel Debus - Storig : fondée en 1996, sous le nom de brasserie Kohler-Rehm, à Schiltigheim. Depuis 2016, la brasserie est installée dans la villa Weber, dernier vestige de l'ancienne brasserie Adelshoffen. Elle est dirigée par Michel Debus, ancien président des brasseries Fischer et Adelshoffen[31].
- Brasserie - Restaurant - Hôtel Lauth : à Scharrachbergheim, la microbrasserie est créée en 1997. Elle brasse des bières blondes, ambrées, de saison, des vendanges, noires[32].
- Au Brasseur : créée en 1991 sous le nom « Trois Brasseurs ». Elle est installée rue des Veaux à Strasbourg dans les anciens locaux occupés par la brasserie de l'Espérance de sa fondation en 1746 jusqu'à son emménagement à Schiltigheim en 1862. Elle brasse des bières blondes, brunes, blanches, ambrées et des bières de saison[33].
- Brasserie artisanale saâloise : fondée en 1999  à Saâles, elle brasse la Bruchoise, la Vosgésus et la Saâles bière.
- Brasserie du Vignoble : fondée en 1998 à Riquewihr sous le nom de brasserie Hollbeer, elle brasse la Hollbeer et la Hollbeer de Noël[34]. Au printemps 2015, elle devient la brasserie du Vignoble (BRA'V) et produit entre autres la Blanche du Vignoble, la Blonde du Vignoble et l'Ambrée du Vignoble.
- Brasserie artisanale Saint-Alphonse : fondée par Joël Halbardier en 1998 à Vogelgrun, elle brasse la Saint-Alphonse ambrée ou brune[35]. Elle propose également la bière Colmar, une pils qui était fabriquée jusqu'en 1975 par la brasserie de Colmar[25].
- La Mercière à Cosswiller[36].
- Brasserie Bendorf : fondée en 2013 au cœur du quartier de Neudorf, à Strasbourg[37] par Benjamin Pastwa ancien homebrewer (nom donné aux personnes brassant des bières par passion chez eux)[25]. Sa bière blonde Kollane Lill a été primée au concours général agricole[37].
- Brasserie Blessing : fondée en 2014 à Waldhambach en Alsace bossue. Toutes ses bières sont certifiées agriculture biologique et élaborées à partir de malts et de houblons alsaciens. Elle brasse l'Enjoleuse (blonde), l'Insolente (ambrée), la Rieuse (blanche), la Filoute (IPA), la Promise (bière de saison) et la Ravigote (bière de saison)[38].
- Brasserie Holtzmann : à Wingersheim, brassant L'Ambrée du Rebfeld, la Strisselgold et la Blanche d'Aramis[39].
- Brasserie de la Bruche : fondée par Christian Friess, ancien militaire à la retraite, à Molsheim[25]. La brasserie propose des bières artisanales pétillantes, refermentées en bouteille qui portent le nom de Cerbeer.
- Brasserie Dioller : créée par Christian Fassler avec l'aide de son fils Robin Fassler, la brasserie se situe à Dolleren dans la vallée de Masevaux  (sud de l'Alsace). Le nom de la brasserie, Dioller, vient de la langue celte et signifie « l'eau qui coule », référence à l'ingrédient principal de la bière. Elle propose une gamme de bières 100 % artisanales avec une bière IPA, une blonde, une ambrée, une blanche et une bière à l'absinthe[25].
- Microbrasserie Granica  : fondée par Vincent Throo en 2018 et brassée dans sa propre grange à Leimbach, la bière Granica est une traduction du mot grange en latin populaire, même racine que le grains dont on se sert pour faire de la bière. 100% de houblons alsaciens et un brassage artisanal, la brasserie propose une gamme complète avec une bière blonde, blanche, ambrée, IPA et une de saison Noël.
- Brasserie la Narcisse : fondée par Agathe Blaise, cette brasserie se situe à Scharrachbergheim - Irmstett. Elle brasse des bières biologiques, dont l'une est élaborée avec du miel produit dans le village voisin de Westhoffen[25].
- Les bières du Dahl : installée à Gimbrett dans le Kochersberg (sur la « route du houblon » alsacienne). La matière première utilisée pour fabriquer la bière provient essentiellement de produits locaux[25].
- La Brasserie des Quatre Pays à Hirtzbach, ayant choisi de brasser une gamme de 10 bières à partir de malt issue des filières de l'agriculture biologique du Grand Est et d'eau des sources du massif du Jura[40].
- Brasserie Bat, de Lochwiller[41].
- Brasserie de Lutterbach, qui a connu une interruption entre 2006 et 2018[42].
- Brasserie du Rhin, de Morschwiller le Bas[43].
- Brasserie Bisaiguë, de Kaysersberg[44].
- La Welche, de Lapoutroie[45].
- Brasserie La Narcose, de Scharrachbergheim[46].
- Brasserie Guth, à Saint Maurice[47].
- Les Vergers d'Arlette, à Voellerdingen[48].
- Brasseries de l'Ill, à Ungersheim[49].
- Brasserie du Marcaire, à Muhlbach sur Munster[50].
- La Bicéphale[51], de Sierentz.
- Brasserie Radwulf à Vieux-Ferrette[52].
- Brasserie l'Altruiste à Scherwiller[53].
- Brasserie Taal, à Wihr au Val[54].
- Brasserie Suff, à Obersaasheim[55].
- Brasserie Sainte Cru à Colmar[56].
- Brasserie de Framont à Grandfontaine[57].
- La ferme du Kalblin à Freland[58].
- Brasserie les Intenables à Mundolsheim[59].
- Brasserie Le Grillen de Colmar[60].
- Brasseurs du Ried à Muttersholtz[61].
- Brasserie Love/Craft de Cernay[62].
- Brasserie 3 Mâts de Strasbourg[63].
- Brasserie Boum'r de Wettolsheim[64].
- Brasserie La Pastel de Geiswiller[65].
- Brasserie La Roue Libre, de Strasbourg[66].
- Brasserie Dutt de Boersch[67].
- Brasserie du Vallon à Bollwiller[68].
- Brasserie Matten de Matzenheim[69].
- Brasserie le 100e singe d'Altwiller[70].
- Les Breuvages des ANges à Ungersheim[71].
- Brasserie La Pepie'te d'Argent de Sainte Marie aux Mines[72].
- Brasserie G'Sundgo de Eschentzwiller[73].
- Brasserie Blüeme à Alteckendorf[74].
- Brassin des frangins, installé à Plobsheim[75].
- Brasserie KS, à Colmar[76].
- Brasserie Cabrio, à Fellering[77].

Bouteille et verre de Saint-Louis.
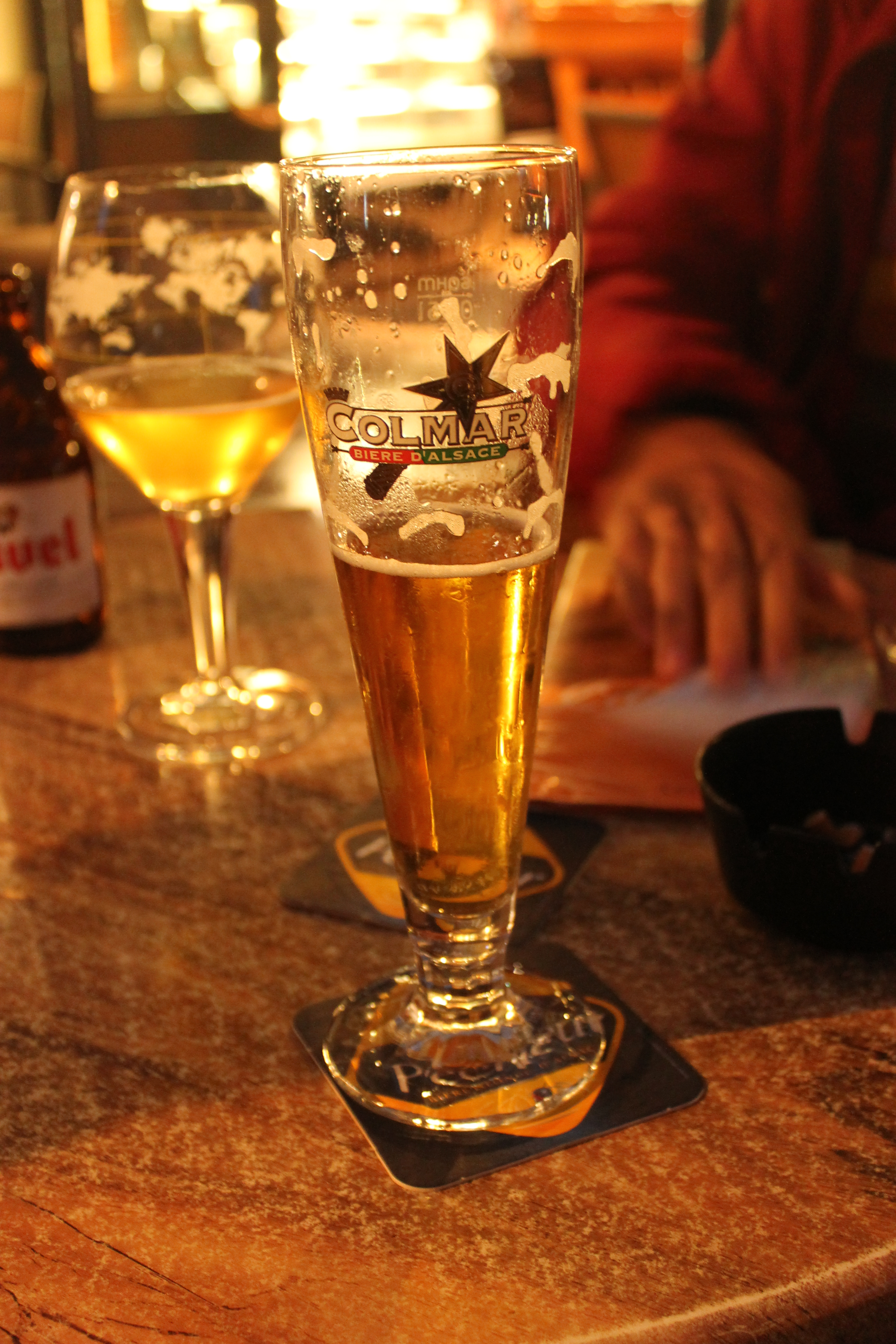
Verre de Colmar.

Les brasseurs négociants : 
- S'Bierladl : fondé en 1993 à Kaysersberg, puis Ribeauvillé.
- Bière du Gambrinus L'Alsacienne : fondé en 1996 à Mulhouse, brassant L'Alsacienne créant ses recettes, et sous traitant une partie de sa production, elle propose 15 brassins différents.
- Bierstub Ville de Nancy : à Ribeauvillé, brassant la Ribeaubière.
- Moulin des Moines : fondé en 1970 à Krautwiller[78].
- Boissons-Biergschâft : fondé en 2000 à Colmar.